# Bryodiscus grimmiae
Bryodiscus grimmiae är en lavart som beskrevs av B.Hein, E.Müll. och Josef Poelt. Bryodiscus grimmiae ingår i släktet Bryodiscus, och familjen Odontotremataceae. Arten är reproducerande i Sverige.